# Берёзовка (река, впадает в Чусовское озеро)
Берёзовка — река в России, протекает по территории Троицко-Печорского района Республики Коми и Чердынского района Пермского края. Впадает в Чусовское озеро. Длина — 141 км, площадь водосборного бассейна — 1970 км².
Исток реки в Троицко-Печорском районе Республики Коми в ненаселённом лесном массиве в 32 км к северо-западу от посёлка Якша. Река течёт на юг, в нижнем течении перетекает в Пермский край. всё течение реки проходит по ненаселённому лесу. В низовьях образует большое количество стариц и затонов, русло извилистое. Впадает в северную часть Чусовского озера.
Бассейн Берёзовки — самая северная часть бассейна Камы, верховья Берёзовки лежат на глобальном водоразделе, её исток находится близ точки, где сходятся бассейны Камы (Волга, Каспийское море), Печоры (Печорское море), и Северной Двины (Белое море). Рядом с истоком Берёзовки лежат истоки реки Безволосная (бассейн Печоры) и реки Нем (бассейн Северной Двины). С эти обстоятельством связаны планы соединения Берёзовки с бассейном Печоры посредством канала Печора — Кама. В рамках проекта «Тайга» около деревни Васюково в нижнем течении Берёзовки было проведено три ядерных взрыва, однако затем проект создания канала при помощи ядерных взрывов был заброшен.

## Данные водного реестра
По данным государственного водного реестра России относится к Камскому бассейновому округу, водохозяйственный участок реки — Кама от водомерного поста у села Бондюг до города Березники, речной подбассейн реки — бассейны притоков Камы до впадения Белой. Речной бассейн реки — Кама.
Код объекта в государственном водном реестре — 10010100212111100006277.

### Притоки
(указано расстояние от устья)
- 3,2 км: река Памусовка (пр)
- 14 км: река Тумская (лв)
- 20 км: река Чулок (пр)
- 22 км: река Зепь (в водном реестре — без названия, лв)
- 40 км: река Еловка (лв)
- 48 км: река Молог (пр)